# 크리스 우드 (축구 선수)
크리스토퍼 그랜트 "크리스" 우드(영어: Christopher Grant "Chris" Wood , 1991년 12월 7일 ~ )는 뉴질랜드의 축구 선수로 현재 잉글랜드 프리미어리그의 노팅엄 포리스트에서 공격수로 활약 중이며 뉴질랜드 축구 국가대표팀의 주장을 맡고 있다.

## 선수 경력

### 클럽
2006년 케임브리지 FC에서 데뷔한 이후 2009년 잉글랜드 프리미어리그 웨스트브로미치 앨비언으로 이적하며 잉글랜드 프리미어리그에 진출한 15번째 뉴질랜드 선수라는 타이틀을 얻었고 2009년 4월 프래턴 파크에서 열린 포츠머스 FC와의 프리미어리그 2008-09 경기에서 1군 데뷔전을 치렀다.
그리고 2009-10 시즌에는 EFL 챔피언십에서 시작하여 이 시즌 공식전 23경기 2골을 기록하면서 팀의 준우승 및 차기 시즌 프리미어리그 승격에 기여했지만 이후에는 별다른 활약이 없었고 2013년까지 반슬리 FC, 브라이턴 & 호브 앨비언, 버밍엄 시티, 브리스틀 시티, 밀월 FC 등에서 임대 선수로 활동하며 브라이턴의 2010-11 EFL 리그 원 우승 및 2011-12 EFL 챔피언십 승격을 이끌었다.
그리고 임대 생활을 마치고 원 소속팀인 웨스트브로미치로 복귀했지만 마르쿠스 로젠베리, 로멜루 루카쿠가 차례대로 영입이 되면서 설 자리를 잃었고 결국 2012-13 시즌 중반 레스터 시티로 이적하여 2014-15 시즌 초반까지 공식전 62경기 20골을 기록하며 레스터 시티의 2013-14 시즌 EFL 챔피언십 우승 및 차기 시즌 프리미어리그 승격에 일조했다.
그러나 2014-15 시즌에는 제이미 바디와 레오나르도 우요아 등과의 주전 경쟁에서 밀리면서 결국 2015년 2월 EFL 챔피언십의 입스위치 타운으로 임대 이적을 떠난 뒤 리그 8경기를 소화하면서 2014-15 EFL 챔피언십 플레이오프 준결승 진출에 일조했다.
그 후 2015-16 시즌을 앞두고 같은 리그의 리즈 유나이티드로 이적하여 2017-18 시즌 초반까지 공식전 88경기 44골을 폭발시키는 맹활약을 펼쳤고 특히 2016-17 시즌  EFL 챔피언십에서 44경기 27골로 득점왕에 오르며 이 시즌 EFL 챔피언십 올해의 팀, 팀내 올해의 선수에 선정되는 기염을 토했다.
그리고 2017-18 시즌이 진행 중이던 2017년 8월 21일 약 233억원의 이적료에 프리미어리그 소속팀 번리 FC의 유니폼으로 갈아입었고 3일 뒤에 열린 손흥민의 소속팀인 토트넘 홋스퍼와의 리그 원정 경기에서 후반 12분 교체 투입되어 종료 직전 극적인 동점골을 터뜨려 팀의 1-1 무승부에 기여했다.
이후 2021-22 시즌 리그 17라운드까지 공식전 165경기 53골을 터뜨리며 2018-19년 UEFA 유로파리그 플레이오프 진출, 4시즌 연속 프리미어리그 잔류에 기여하는 등 번리의 주축 공격수로 맹위를 떨쳤고 특히 2020-21 시즌에서는 12골로 팀내 최다 득점자이자 리그 전체 득점 랭킹 11위에 오르면서 팀내 올해의 선수에 이름을 올렸다.
그리고 2021-22 시즌이 진행 중이던 2022년 1월 13일 오랫동안 몸 담았던 번리를 떠나 같은 프리미어리그 소속팀인 뉴캐슬 유나이티드로 이적하여 리그 17경기 2골을 기록했다.

### 국가대표팀

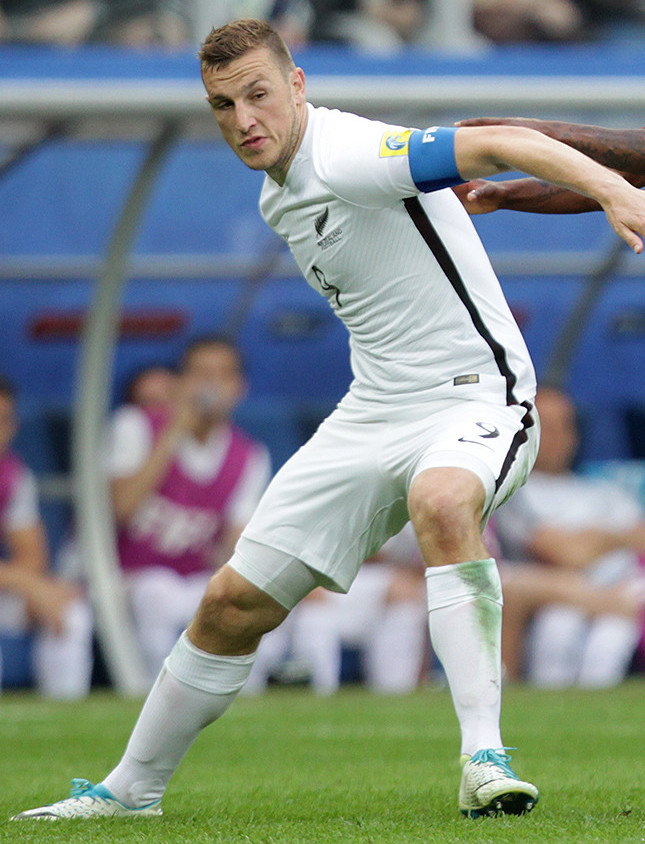
2017년 FIFA 컨페더레이션스컵 뉴질랜드 대 포르투갈 경기

뉴질랜드 U-17 대표팀 소속으로 2007년 FIFA U-17 월드컵 본선에 참가하여 비록 팀은 3전 전패로 조별리그에서 탈락하긴 했지만 이 대회에서 눈부신 활약을 펼쳤고 이 대회에서의 활약은 곧 웨스트브로미치 앨비언 이적으로 귀결되었다.
그 후 2009년 당시 리키 허버트 감독이 지휘하던 뉴질랜드 A대표팀에 첫 승선하자마자 2009년 FIFA 컨페더레이션스컵 출전 명단에 이름을 올렸고 같은 해 6월 3일 아프리카 최약체팀인 탄자니아와의 친선전에서 뉴질랜드 A대표팀 소속으로 국제 A매치 데뷔전을 치렀다.
이후 2010년 FIFA 월드컵 본선 출전 명단에도 이름을 올리며 만 18세라는 어린 나이에 세계 최고의 무대인 FIFA 월드컵 본선 무대를 밟은 후 슬로바키아, 이탈리아, 파라과이와의 F조 조별리그 3경기에서 모두 교체 선수로 출전하며 3경기 연속 승점 획득이자 뉴질랜드 축구 역사상 월드컵 본선 최다 승점 획득에 일조했다.
그로부터 2년 후 열린 2012년 하계 올림픽 본선에 뉴질랜드 U-23 대표팀의 일원으로 참가하여 조별리그 3경기를 모두 소화했고 이후 뉴질랜드 A대표팀으로 복귀하여 2016년 OFC 네이션스컵 본선에서 4골을 터뜨리며 뉴질랜드에 통산 5번째 OFC 네이션스컵 우승 트로피를 안겼다.
그리고 2016년 OFC 네이션스컵 우승팀 자격으로 2017년 FIFA 컨페더레이션스컵에 뉴질랜드 대표팀의 주장으로 출전하여 1골을 기록했고 이후 2020년 하계 올림픽에서는 뉴질랜드 U-23 대표팀의 와일드카드로 참가하여 2012년 하계 올림픽 동메달에 빛나는 대한민국과의 B조 조별리그 1차전에서 선제골이자 결승골을 터뜨려 뉴질랜드 축구 역사상 올림픽 첫 승 및 사상 첫 8강 진출의 쾌거를 이끌었다.
이후 2022년 3월 17일부터 30일까지 열린 2022년 FIFA 월드컵 오세아니아 지역 예선에서 5경기 5골을 터뜨리며 대륙간 플레이오프 진출을 이끄는 맹활약을 펼쳤지만 2014년 FIFA 월드컵 8강 진출팀인 코스타리카와의 대륙간 플레이오프에서 상대팀 조엘 캠벨에게 선제골이자 결승골을 얻어맞고 0-1로 패하면서 12년만의 월드컵 통산 3번째 본선 진출이 좌절되는 아픔을 맛보았다.
그러나 2026년 FIFA 월드컵 오세아니아 지역 2차 예선과 최종 예선 5경기에서 무려 9골을 터뜨리며 2010년 대회 이후 16년만의 뉴질랜드의 통산 3번째 월드컵 본선 진출을 이끌었다.

## 플레이 스타일
전형적인 타겟형 스트라이커로 이에 걸맞게 키위 피터 크라우치라는 별명을 가지고 있으며 최전방 포스트 플레이도 괜찮고 체격이 워낙 커서 공중볼을 굉장히 잘 따내는데 득점의 대다수가 헤더인 것만 봐도 알 수 있다. 
그러나 민첩성과 주력이 떨어지고 수비수들 사이에 있다가 롱볼을 받는 상황을 많이 맞기 때문에 오프사이드를 많이 당한다는 치명적인 약점을 가지고 있다.

## 기록

### 클럽
2024년 5월 25일 기준
| 클럽              | 시즌    | 리그 | 리그 | 국내 컵 | 국내 컵 | 리그 컵 | 리그 컵 | 대륙 대회 | 대륙 대회 | 통산 | 통산 |
| 클럽              | 시즌    | 출장 | 득점 | 출장    | 득점    | 출장    | 득점    | 출장      | 득점      | 출장 | 득점 |
| ----------------- | ------- | ---- | ---- | ------- | ------- | ------- | ------- | --------- | --------- | ---- | ---- |
| 와이카토          | 2007-08 | 4    | 0    |         |         |         |         |           |           | 4    | 0    |
| 웨스트 브롬       | 2008-09 | 2    |      |         |         |         |         | -         | -         | 2    | 0    |
| 웨스트 브롬       | 2009-10 | 18   | 1    | 2       | 1       | 3       | 0       | -         | -         | 23   | 2    |
| 웨스트 브롬       | 2010-11 | 1    | 0    | 0       | 0       | 1       | 1       | -         | -         | 2    | 1    |
| 웨스트 브롬       | 합계    | 21   | 1    | 2       | 1       | 4       | 1       |           |           | 25   | 3    |
| 반슬리            | 2010-11 | 7    | 0    |         |         |         |         |           |           | 7    | 0    |
| 브라이튼          | 2010-11 | 29   | 8    | 2       | 1       |         |         |           |           | 31   | 9    |
| 버밍엄 시티       | 2011-12 | 23   | 9    |         |         |         |         | 6         | 2         | 29   | 11   |
| 브리스톨 시티     | 2011-12 | 19   | 3    |         |         |         |         |           |           | 19   | 3    |
| 밀월              | 2012-13 | 19   | 11   |         |         |         |         |           |           | 19   | 11   |
| 레스터 시티       | 2012-13 | 20   | 9    | 2       | 2       |         |         | 2         | 0         | 24   | 11   |
| 레스터 시티       | 2013-14 | 26   | 4    |         |         | 3       | 4       |           |           | 29   | 8    |
| 레스터 시티       | 2014-15 | 7    | 1    | 1       | 0       | 1       | 0       |           |           | 9    | 1    |
| 레스터 시티       | 합계    | 53   | 14   | 3       | 2       | 4       | 4       | 2         | 0         | 62   | 20   |
| 입스위치 타운     | 2014-15 | 8    | 0    |         |         |         |         |           |           | 8    | 0    |
| 리즈 유나이티드   | 2015-16 | 36   | 13   |         |         |         |         |           |           | 37   | 13   |
| 리즈 유나이티드   | 2016-17 | 44   | 27   |         |         |         |         |           |           | 48   | 30   |
| 리즈 유나이티드   | 2017-18 | 3    | 1    |         |         |         |         |           |           | 3    | 1    |
| 리즈 유나이티드   | 합계    | 83   | 41   |         |         |         |         |           |           | 88   | 44   |
| 번리              | 2017-18 | 24   | 10   |         |         | 2       | 1       |           |           | 26   | 11   |
| 번리              | 2018-19 | 38   | 10   | 2       | 1       | 1       | 0       | 5         | 2         | 46   | 13   |
| 번리              | 2019-20 | 32   | 14   | 2       | 0       | 1       | 0       |           |           | 35   | 14   |
| 번리              | 2020-21 | 33   | 12   | 1       | 0       | 3       | 0       |           |           | 37   | 12   |
| 번리              | 2021-22 | 17   | 3    | 1       | 0       | 3       | 0       |           |           | 21   | 3    |
| 번리              | 합계    | 144  | 49   | 6       | 1       | 10      | 1       | 5         | 2         | 165  | 53   |
| 뉴캐슬 유나이티드 | 2021-22 | 17   | 2    |         |         |         |         |           |           | 17   | 2    |
| 뉴캐슬 유나이티드 | 2022-23 | 18   | 2    | 1       | 0       | 3       | 1       |           |           | 22   | 3    |
| 뉴캐슬 유나이티드 | 합계    | 35   | 4    | 1       | 0       | 3       | 1       |           |           | 39   | 5    |
| 노팅엄 포리스트   | 2022-23 | 7    | 1    |         |         |         |         |           |           | 7    | 1    |
| 노팅엄 포리스트   | 2023-24 | 31   | 14   | 3       | 1       | 1       | 0       |           |           | 35   | 15   |
| 노팅엄 포리스트   | 2024-25 | 36   | 20   | 4       | 0       |         |         |           |           | 40   | 20   |
| 노팅엄 포리스트   | 합계    | 74   | 35   | 7       | 1       | 1       | 0       |           |           | 82   | 36   |

## 수상

### 클럽
웨스트브로미치 앨비언
- EFL 챔피언십 : 준우승 (2009-10)

 브라이턴 & 호브 앨비언
- EFL 리그 원 : 우승 (2010-11)

 레스터 시티
- EFL 챔피언십 : 우승 (2013-14)

 입스위치 타운
- EFL 챔피언십 플레이오프 : 4강 (2014-15)

### 국가대표팀
뉴질랜드
- OFC 네이션스컵 : 우승 (2016), 3위 (2012)

### 개인
- 뉴질랜드 U-20 올해의 선수 : 2008, 2009, 2011
- 국제축구역사통계연맹 선정 10년 내 OFC 최고의 남자 선수 : 2011-2020
- EFL 챔피언십 올해의 팀 : 2016-17
- EFL 챔피언십 득점왕 : 2016-17 (27골)
- EFL 챔피언십 이달의 선수 : 2017년 1월
- 잉글랜드 프로 축구 선수 협회 선정 올해의 팀 : 2016-17
- 리즈 유나이티드 올해의 선수 : 2016-17
- 국제축구역사통계연맹 선정 10년 내 OFC 최고의 남자팀 : 2011-2020
- 국제축구역사통계연맹 선정 역대 오세아니아 남자팀 : 2021